# بار (حوزه سرشماری)، ماساچوست
بار (به انگلیسی: Barre) یک منطقهٔ مسکونی در ایالات متحده آمریکا است که در شهرستان ووستر، ماساچوست واقع شده‌است. بار ۴٫۲ کیلومتر مربع مساحت و ۱٬۰۰۹ نفر جمعیت دارد و ۲۷۸ متر بالاتر از سطح دریا واقع شده‌است.